# Niederfüllbach
Niederfüllbach település Németországban, azon belül Bajorországban. Lakosainak száma 1487 fő (2023. december 31.).

## Népesség
A település népessége az elmúlt években az alábbi módon változott:
| Lakosok száma | 489  | 1218 | 1178 | 1578 | 1565 | 1576 | 1578 | 1534 | 1489 | 1487 |
|               | 1925 | 1970 | 1975 | 2011 | 2013 | 2014 | 2016 | 2019 | 2021 | 2023 |